# Banque et Caisse d’Epargne de l’Etat
Banque et Caisse d’Epargne de l’Etat ((BCEE) Luxemburgs: Spuerkeess, Duits: Sparkasse) is een Luxemburgse bank.
In de hal van het hoofdkantoor van BCEE op Place de Metz bevindt zich een bankmuseum.
Deze bank wordt net als ING meegenomen in het Euribor benchmarktarief.